# 美國經濟合作總署

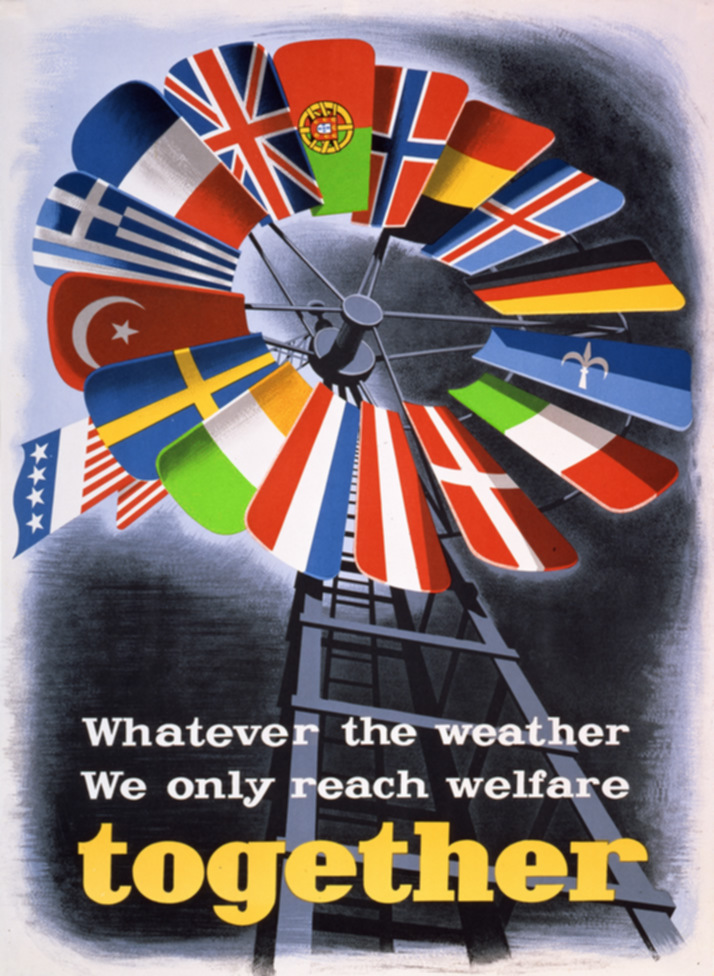
這是經濟合作行政署為在歐洲推廣馬歇爾計劃而創建的一系列海報之一。這些海報上徥繪製了不同國家的國旗，從頂部按順時針方向來看，它們分別是葡萄牙、挪威、比利時、冰島、西德、第里雅斯特自由區（錯誤地使用了藍色背景而不是紅色）、意大利、丹麥、奧地利、荷蘭、愛爾蘭、瑞典、土耳其、希臘、法國和英國的國旗。

美國經濟合作總署（英語：Economic Cooperation Administration，縮寫：ECA），是1948年成立的美國政府機構，負責管理馬歇爾計畫。該機構向國務院和商務部匯報。該機構的首任負責人是保羅·G·霍夫曼，他是汽車製造商斯圖貝克的前領導人。1950年，威廉·查普曼·福斯特（William Chapman Foster）接任。該組織的其他成員也由主要商業人物領導，例如亞瑟·A·金博爾（ECA成立的主要貢獻者）以及戴維·K·E·布魯斯（二戰期間在歐洲戰略情報局工作）。
ECA在參與馬歇爾計畫的16個國家的首都都設有辦事處。理論上，歐洲經濟委員會擔任每個歐洲國家馬歇爾計畫發展計畫的共同管理者。在實踐中，地方官員更了解具體需求，比非洲經委會代表更了解，後者制定了依據地方官員意見制定的管理策略，並允許他們確定重建援助的優先事項。
1951年，這個機構被共同安全局（Mutual Security Agency）接替，後者是美國國際開發署的前身之一。